# Agapanthus caulescens
Espèce
Agapanthus caulescens est une espèce de plantes à fleurs de la famille des Amaryllidaceae. Son aire de répartition s'étend du Limpopo à l'est de la province du Cap. Il s'agit d'un géophyte qui pousse principalement dans le biome subtropical.

## Description
C'est une plante caduque qui supporte le gel. Il existe trois sous espèces. A. caulescens ssp.caulescens a de grandes fleurs avec des feuilles pouvant atteindre ' cm de large; A. caulescens ssp.angustifolius a de petites fleurs et des feuilles étroites et semi-érigées; A. caulescens ssp.gracilis a de petites fleurs mais les segments du périanthe sont fortement recourbés.

## Habitat et répartition
Agapanthus caulescens subsp. caulescens est présent au Swaziland. A. caulescens subsp. angustifolius est présent au Swaziland et au Kwazulu/Natal ainsi qu'à Mpumalanga, tandis que A. caulescens subsp. gracilis est présent au Kwazulu/Natal et dans la province de Limpopo. Toutes les plantes se trouvent dans des prairies ouvertes, souvent entre des rochers et des pierres. Elles sont toutes présentes dans les zones de précipitations estivales et dépérissent en hiver.

## Systématique
Le nom correct complet (avec auteur) de ce taxon est Agapanthus caulescens Spreng..
Ce taxon porte en français le nom vernaculaire ou normalisé suivant : agapanthe caulescente.
Agapanthus caulescens a pour synonymes :
- Agapanthus caulescens subsp. angustifolius F.M.Leight.
- Agapanthus caulescens subsp. caulescens
- Agapanthus caulescens subsp. gracilis (F.M.Leight.) F.M.Leight.
- Agapanthus gracilis F.M.Leight.
- Agapanthus insignis W.Bull
- Agapanthus nutans F.M.Leight.
- Agapanthus umbellatus var. insignis (W.Bull) L.H.Bailey